# Job ter Burg
Pour les articles homonymes, voir Burg.
Job ter Burg, né le 13 septembre 1972 à Maarn (Pays-Bas), est un monteur néerlandais.

## Filmographie
- 1995 : Darkling
- 1995 : KOEKOEK!
- 1995 : Poppycock
- 1996 : E.N.G.
- 1996 : Hugo
- 1996 : De Orde Der Dingen
- 1997 : Duister licht (téléfilm)
- 1997 : Elvis Lives!
- 1997 : Reflecment
- 1997-1998 : Laat op de avond na een korte wandeling... (série télévisée)
- 1998 : Geen titel
- 1998 : Havenblues
- 1998 : DNW (série télévisée)
- 1998 : Hard Normal Weird
- 1999 : De Kapsalon (téléfilm)
- 1999 : Lolamoviola: Benidorm (téléfilm)
- 1999 : The Tech Files
- 1999 : Suzy Q (téléfilm)
- 1999 : Het eeuwige lichaam
- 2000 : Sonic Fragments - The Poetics of Digital Fragmentation
- 2000 : Wals
- 2000 : V (téléfilm)
- 2001 : Novellen: Blackout (téléfilm)
- 2001 : Novellen: Shit Happens (téléfilm)
- 2001 : Emergency Exit
- 2001 : Vergeef me
- 2001 : AmnesiA (nl)
- 2001 : Papa's kleine Meid
- 2001 : Bonanza (série télévisée)
- 2001 : De grot
- 2001 : Joy Meal
- 2002 : De sluikrups
- 2002 : Loenatik - De moevie
- 2002 : Afrekenen
- 2002 : Rita Koeling
- 2003 : Julie & Herman (téléfilm)
- 2003 : www.eenzaam.nl (téléfilm)
- 2003 : Liever verliefd
- 2003 : Van God los
- 2003 : Bijlmer: The Rough Guide (téléfilm)
- 2003 : De man in de linnenkast
- 2003 : Stop!
- 2003 : De band (série télévisée)
- 2004 : Het zuiden
- 2004 : Zien (vidéo)
- 2004 : Zwijnen (téléfilm)
- 2004 : Snowfever
- 2005 : Staatsgevaarlijk (téléfilm)
- 2005 : Off Screen
- 2005 : Euro Islam According to Tariq Ramadan (téléfilm)
- 2005 : Allerzielen
- 2005 : Het schnitzelparadijs
- 2005 : Het rijexamen
- 2005 : Knetter
- 2006 : American Dreams d'Eelko Ferwerda
- 2006 : De uitverkorene (téléfilm)
- 2006 : Black Book (Zwartboek)
- 2006 : Blindgangers (téléfilm)
- 2006 : 'n Beetje Verliefd
- 2008 : Zomerhitte (en)
- 2008 : Winter in Wartime (Oorlogswinter)
- 2008 : I Wanna Be Boss
- 2009 : De laatste dagen van Emma Blank
- 2009 : Zara (téléfilm)
- 2010 : Tirza
- 2010 : Ocobar's American Bioscope: 1. Faith
- 2010 : Foeksia de miniheks
- 2011 : Alle tijd
- 2011 : Bringing Up Bobby de Famke Janssen
- 2011 : De Eerste Snee
- 2012 : Süskind
- 2012 : Steekspel
- 2013 : Borgman
- 2013 : Hoe duur was de suiker
- 2014 : Bloedlink
- 2015 : La Peau de Bax (Schneider vs. Bax)
- 2016 : Elle de Paul Verhoeven
- 2017 : Brimstone
- 2021 : Ainbo, princesse d'Amazonie (film d'animation) de Richard Claus et Jose Zelada
- 2021 : Benedetta de Paul Verhoeven

## Distinctions
- Veau d'or 2010	: meilleur montage pour Tirza